# Thomas Gilou
Thomas Gilou (* 1. února 1955 Boulogne-Billancourt) je francouzský režisér. Je vnukem spisovatele Blaise Cendrarse a autorem knihy o Velikonočním ostrově : L'Île de Pâques, voyage au bout de Rapa Nui.

## Filmografie
- 1984 La Combine de la girafe
- 1986 Black Mic-Mac
- 1987 Chamane
- 1995 Raï
- 1997 La Vérité si je mens ! 1
- 1999 Chili con carne
- 2001 La Vérité si je mens ! 2
- 2002 Paroles d'étoiles (dokument)
- 2004 Éclats de Cendrars (dokument)
- 2005 Le temps n'efface rien (dokument)
- 2006 Michou d'Auber
- 2007 La Vérité si je mens ! 3

## Ocenění
- roku 1995 vyhrál v Locarnu Zlatého leoparda za film Raï